# Cotoneaster parnassicus
Cotoneaster parnassicus är en rosväxtart som beskrevs av Pierre Edmond Boissier och Heldr.. Cotoneaster parnassicus ingår i släktet oxbär, och familjen rosväxter. Inga underarter finns listade i Catalogue of Life.